# Lars Møller Madsen
Lars Møller Madsen (* 30. Mai 1981 in Ølgod, Dänemark) ist ein ehemaliger dänischer Handballspieler. Er ist 2,05 m groß und lief für die dänische Männer-Handballnationalmannschaft auf. Er wurde meist im linken Rückraum eingesetzt.
Lars Møller Madsen begann mit dem Handballspiel in seinem Heimatort Ølgod, später spielte er für IF Centrum und Team Esbjerg. Nach der Schule begann er zunächst eine Ausbildung zum Elektriker, erhielt aber im Sommer 2001 ein Angebot vom Erstliga-Verein Skjern Håndbold.
Dort gewann er 2002 und 2003 den City-Cup, 2003 und 2004 zog er ins Finale des dänischen Pokals ein. Møller Madsen avancierte zum Leistungsträger und besten Torschützen seines Teams, an seinem 22. Geburtstag debütierte in der Nationalmannschaft. Im Mai 2005 – nach dem Ende der dänischen Meisterschaft – wurde er für nur einen Monat an BM Ciudad de Almería in die spanische Liga ASOBAL ausgeliehen. Nach seinem internationalen Durchbruch bei der WM 2007 in Deutschland zeigte mehrere Topclubs an Møller Madsen Interesse; daraufhin verlängerte Skjern mit ihm bis 2010. Lars Møller Madsen verließ jedoch schon im Sommer 2009 Skjern nach Wisła Płock. Im Dezember 2010 wechselte Møller Madsen während der Saison zum schwedischen Erstligisten IFK Kristianstad. Ab der Saison 2014/15 lief er für HIF Karlskrona auf. Kurz vor dem Beginn der Saison 2018/19 beendete er dort seine Karriere.
Lars Møller Madsen bestritt 74 Länderspiele für die dänische Männer-Handballnationalmannschaft. Bei der Handball-Europameisterschaft 2008 in Norwegen wurde er Europameister; bei der Handball-Europameisterschaft 2006 gewann er Bronze genauso wie bei der Weltmeisterschaft 2007 in Deutschland. 2007 avancierte er im Viertelfinale gegen Island mit insgesamt 9 Toren und dem alles entscheidenden Treffer noch zum Matchwinner, im Halbfinale unterlag Dänemark aber gegen Polen. Im Spiel um Platz 3 verletzte sich Møller Madsen schwer und fiel die Rückrunde der Saison 2006/07 über aus.